# Campiglossa nigricauda
Campiglossa nigricauda är en tvåvingeart som först beskrevs av Chen 1938.  Campiglossa nigricauda ingår i släktet Campiglossa och familjen borrflugor. Inga underarter finns listade.